# Нікасіо (Каліфорнія)
Нікасіо (англ. Nicasio) — переписна місцевість (CDP) в США, в окрузі Марін штату Каліфорнія. Населення — 81 особа (2020).

## Географія
Нікасіо розташоване за координатами 38°3′38″ пн. ш. 122°42′3″ зх. д. / 38.06056° пн. ш. 122.70083° зх. д. (38.060622, -122.700822).  За даними Бюро перепису населення США в 2010 році переписна місцевість мала площу 3,38 км², уся площа — суходіл.

## Демографія
Згідно з переписом 2010 року, у переписній місцевості мешкало 96 осіб у 35 домогосподарствах у складі 28 родин. Густота населення становила 28 осіб/км².  Було 41 помешкання (12/км²).
Расовий склад населення:
| - 97,9 % — білих - 2,1 % — чорних або афроамериканців |

До двох чи більше рас належало 0,0 %. Частка іспаномовних становила 7,3 % від усіх жителів.
За віковим діапазоном населення розподілялося таким чином: 29,2 % — особи молодші 18 років, 57,3 % — особи у віці 18—64 років, 13,5 % — особи у віці 65 років та старші. Медіана віку мешканця становила 42,5 року. На 100 осіб жіночої статі у переписній місцевості припадало 113,3 чоловіків;  на 100 жінок у віці від 18 років та старших — 88,9 чоловіків також старших 18 років.
Середній дохід на одне домашнє господарство  становив 117 034 долари США (медіана — 72 083), а середній дохід на одну сім'ю — 123 296 доларів (медіана — 83 750). 
Цивільне працевлаштоване населення становило 44 особи. Основні галузі зайнятості: роздрібна торгівля — 25,0 %, науковці, спеціалісти, менеджери — 20,5 %, публічна адміністрація — 13,6 %, мистецтво, розваги та відпочинок — 13,6 %.